# Филотрано
Филотра̀но (на италиански: Filottrano, на местен диалект Filottrà, Филотра) е град и община в Централна Италия, провинция Анкона, регион Марке. Разположен е на 270 m надморска височина. Населението на общината е 9745 души (към 2010 г.).
Известно е с голямата битка през Втората световна война през май-юли 1944 г. между италианските войски групирани в Италиански корпус за освобождение командван от генерал Умберто Утили с мотопехотната дивизия „Леняно“ и парашутната дивизия „Нембо“ и германските войски в което сражение на 17 май 1944 г. италианската армия пробива германската отбрана и се отваря пътя за пробив на отбраната и на други италиански и на англо-американските войски в Битката при Монте Касино, което сражение води до освобождението на Рим от германска окупация, макар боевете за Филотрано да продължават до юли 1944 г. когато италианците окончателно сломяват германските части.